# 墜入愛河（難在膝上）
墜入愛河（難在膝上）是美國硬式搖滾樂團史密斯飛船演唱的歌曲，收錄於樂團的1997年專輯《九命怪貓》（Nine Lives）中。該歌由史蒂芬·泰勒、乔·佩里及格倫·巴拉德（Glen Ballard）創作；儘管在製作過程中巴拉德被撤職，並由凱文·雪利（Kevin Shirley）取代，但巴拉德仍然因其對專輯的貢獻而受到讚譽。
這首歌於1997年2月作為單曲發行，在西班牙單曲榜上位居榜首，並連續四個星期在加拿大最佳單曲榜排名第二。它也榮登英國搖滾榜和美國《告示牌》主流搖滾歌曲榜。在美國的《告示牌》百强单曲榜上，〈墜入愛河 (難在膝上)〉最高排名第35位。

## 排行榜
| 榜單（1997年）                       | 高峰位置 |
| ------------------------------------ | -------- |
| 澳大利亚（澳大利亚唱片业协会單曲榜） | 46       |
| 奥地利（Ö3四十强单曲榜）             | 35       |
| 加拿大（《RPM》热门单曲榜）          | 2        |
| 捷克共和國（IFPI CR）                | 4        |
| 歐洲（欧洲百强单曲榜）               | 38       |
| 芬兰（芬蘭官方單曲榜）               | 7        |
| 40                                   |          |
| 匈牙利（Mahasz）                     | 8        |
| 冰島（Íslenski listinn四十強）       | 21       |
| 荷兰（百强单曲榜）                   | 76       |
| 波蘭（LP3）                          | 11       |
| 蘇格蘭（官方榜单公司單曲榜）         | 17       |
| 西班牙（AFYVE）                      | 1        |
| 瑞典（瑞典最熱榜）                   | 23       |
| 瑞士（瑞士热门音乐榜）               | 22       |
| 英國（官方榜单公司單曲榜）           | 22       |
| 英國（官方榜单公司搖滾榜）           | 1        |
| 美国（《告示牌》百大單曲榜）         | 35       |
| 美國（《告示牌》主流搖滾歌曲榜）     | 1        |
| 美國（《告示牌》Pop Airplay）        | 29       |

| 榜單（1997年）              | 高峰位置 |
| --------------------------- | -------- |
| 加拿大（《RPM》热门单曲榜） | 21       |
| 羅馬尼亞（羅馬尼亞百強）    | 63       |